# Philipp Schobesberger
Philipp Schobesberger, född 12 oktober 1993, är en österrikisk fotbollsspelare.